# انتخابات ریاست حزب دموکراتیک مشروطه ژاپن در سال ۲۰۲۴
انتخابات ریاست حزب دموکراتیک مشروطه ژاپن در سال ۲۰۲۴ (انگلیسی: 2024 Constitutional Democratic Party of Japan presidential election)، در ۲۳ سپتامبر ۲۰۲۴، ریاست بعدی حزب دموکراتیک مشروطه ژاپن برای یک دوره ۳ ساله در پایان دوره ریاست فعلی حزب کنتا ایزومی، انتخاب شد. انتظار می‌رود که برنده این انتخابات در انتخابات عمومی ژاپن در سال ۲۰۲۴ و انتخابات مجلس شوراهای ژاپن در سال ۲۰۲۵ رهبری حزب را بر عهده بگیرد.
نخست‌وزیر ژاپن و ریاست حزب دموکرات (ژاپن) یوشیهیکو نودا در دور دوم انتخابات پیروز شد و رقیب یوکیئو ادانو رئیس سابق حزب و مؤسس حزب را شکست داد.